# Phoroncidia trituberculata
Phoroncidia trituberculata là một loài nhện trong họ Theridiidae.
Loài này thuộc chi Phoroncidia. Phoroncidia trituberculata được Vernon Victor Hickman miêu tả năm 1951.